# Frode Møller Nicolaisen
Frode Møller Nicolaisen (født 26. februar 1948) var forbundsformand for DSU i perioden 1974-78 efter at have været forbundssekretær i samme organisation 1972-74.
Senere var Frode Møller Nicolaisen forstander for kursusejendommen LO-skolen i Helsingør.